# Mitja Petkovšek
Mitja Petkovšek (Ljubljana, 6 de fevereiro de 1977) é um ginasta que compete em provas de ginástica artística pela Eslovênia.
Petkovšek vive no centro de Ljubljana, onde também frequentou a escola primária Majda Vrhovnik. Lá, fora um aluno dito exemplar. Mais tarde, foi selecionado, em testes, por alguns técnicos escolares. Assim, iniciou-se na ginástica em 1983, aos seis anos de idade, no mesmo ginásio em que treinou durante toda a sua carreira, o ŠD Narodni dom. Aos dezesseis, estreou como profissional vencendo o Campeonato Europeu Júnior. Em 1997, venceu cinco dos seis aparelhos no Mundial Suíço. Após terminar o ensino médio, matriculou-se na da faculdade de economia, constantemente interrompida ao longo de seu aprimoramento enquanto ginasta.
Entre seus maiores êxitos, estão oito medalhas em campeonatos europeus, incluídos quatro ouros em um tricampeonato - Em Breme 2000, Volos 2006, Amsterdã 2007 e Lausana 2008; três medalhas em sete participações mundiais, com dois primeiros lugares - Melbourne 2005 e Stuttgart 2007; e duas participações olímpicas - Sydney 2000 e Pequim 2008, no qual foi à final das barras paralelas, seu aparelho de melhor desempenho, e encerrou na quinta colocação.
Em 2005, Petkovšek fora eleito o atleta esloveno do ano.[carece de fontes?]